# Клаус Јоханис
Клаус Вернер Јоханис (рум. Klaus Werner Iohannis; Сибињ, 13. јун 1959) јесте румунски политичар. Он је 2014. изабран за петог по реду предсједника Румуније. Исте је године постао вођа Националне либералне партије, након што је од 2002. до 2013. водио Демократски форум Нијемаца у Румунији. Прије бављења политиком Јоханис је радио у просвјети као наставник физике и школски инспектор. На функцији председника је остао до 12. фебруара 2025. године.

## Биографија
Јоханис је на политичку сцену ступио када је године 2000. изабран за градоначелника Сибиња, и то као кандидат Демократског форума Нијемаца у Румунији. Иако је у том граду (гдје се већински говорио немачки језик), некада бројно њемачко становништво сведено на сићушну мањину, Јоханис је на изненађење многих остварио побједу и био са великом већином био поново биран 2004. и 2008. Јоханису се приписује успјешно вођење града, односно његово претварање у популарно туристичко одредиште и освајање престижне титуле Европске пријестонице културе. У фебруару 2013. Јоханис је постао члан Националне либералне партије (ПНЛ) на позив њеног тадашњег вође Крина Антонескуа и одмах био изабран за првог потпредсједника странке, поставши предсједник странке сљедеће године.
У октобру 2009. су га четири од пет група у румунском Парламенту, с изузетком ПНЛ коју су чиниле присталице тадашњег предсједника Трајана Басескуа, предложиле за мјесто премијера; Басеску га је међутим одбио да службено номинује. Исте је године, пак, на изборима био заједнички кандидат за премијера предложен од ПНЛ и Социјалдемократске партије. У другом кругу председничких избора 24. новембра 2019. године поново је изабран за председника победивши бившу премијерку Виорику Данчилу.
Јоханис је Трансилванијски Саксонац, дио њемачке мањине у Румунији која потиче од досељеника у Трансилванију из 12. вијека.